# 地方事務所裏駅
地方事務所裏駅（ちほうじむしょうらえき）は、かつて広島県尾道市栗原西1丁目8-24に位置していた、尾道鉄道の駅（廃駅）である。

## 概要
単式ホーム1面1線の無人駅。開業当初は農会裏駅と称していた。

## 歴史
- 1933年（昭和8年）7月1日：農会裏駅として開業[1]。
- 1941年（昭和16年） - 1945年（昭和20年）：休止[2]。
- 1949年（昭和24年）10月1日：移設の上地方事務所裏駅と改称される[2]。
- 1964年（昭和39年）8月1日：尾道鉄道廃止に伴い閉鎖。

## 駅周辺
- なかた美術館
- 尾道清心幼稚園
- めいび保育園
- 尾道栗原郵便局
- おのみちバス「栗原一丁目」バス停（栗原通り）
- 中国バス・おのみちバス「なかた美術館前」バス停（国道184号）

## 隣の駅
尾道鉄道
尾道鉄道線
西尾道駅 - 地方事務所裏駅 - 青山病院前駅